# Вайсман Костянтин Михайлович
Костянти́н Миха́йлович Ва́йсман (англ. Konstantin Vaysman, рос. Константин Михайлович Вайсман) — український та російський банкір, співзасновник Treeum, голова правління і співзасновник Mobile Finance Group. Був Головою Правління РосЄвробанку, ПУМБ та ВТБ БАНК (Україна).

## Освіта
Народився 14 жовтня 1969 року в Москві.
Закінчив «Державну академію управління ім. С. Орджонікідзе» за спеціальністю «автоматизовані системи управління» у Москві (Росія); у 1991—1992 рр. стажувався в «Інституті управління підприємствами» (фр. Institut d'administration des entreprises de Caen) у м. Кан (Франція). Має ступінь MBA «Вищої школи бізнесу» Чиказького Університету (Лондон).

## Професійний досвід
У 1993–1996 рр. працював у «Торібанку», де спочатку обіймав посаду начальника відділу фінансового аналізу, а згодом став заступником голови Правління.
Із січня 1996 р. до серпня 2003 р. працював на посадах начальника управління фінансового планування та аналізу і заступника голови Правління у «Московському Кредитному Банку»[джерело?].
З серпня 2003 р. до травня 2007 р. був головою Правління і членом Ради директорів «РосЄвроБанку» (англ. JSB Rosevrobank)[джерело?].
Від травня 2007 р. до жовтня 2009 р. обіймав посади першого віце-президента зі стратегії та фінансів (англ. First Vice President, Strategy and Finance) і фінансового директора (англ. Responsible for Finance and Strategy, Head of Strategy and M&A) фінансової корпорації «Уралсиб»[джерело?].

### ПУМБ
Із 22 січня 2010 р. до жовтня 2012 р. виконував обов'язки Голови Правління ПУМБ. У цей період ПУМБ був на стадії зростання і Вайсман зазначав про наміри банку посісти одну з перших позицій серед українських банків за фінансовими показниками.
Зокрема, впродовж 2011—2012 рр. ПУМБ отримав нагороди за краще банківське злиття та кращу банківську групу в Україні за версією World Finance Magazine, а також «Найпрозоріший банк» за версією USAID. Злиття з Донгорбанком, дочірнім банком групи СКМ, стало найшвидшим та одним з найбільших банківських злиттів в історії України.
Кроком до реалізації нової стратегії стала купівля у 2011 банку споживчого кредитування Ренесанс Капітал групою СКМ. Костянтин Вайсман керував купівлею[джерело?] та очолив Наглядову раду банку[джерело?] після його придбання.
У результаті ПУМБ потрапив до десятки найбільших банків України.
За короткий термін на посаді Голови правління ПУМБ посів 7 позицію у внутрішньогалузевому банківському рейтингу ТОП-100. Рейтинг найкращих компаній України[ангажоване джерело].

### ВТБ Банк (Україна)
З жовтня 2013 р. до грудня 2018 р. Костянтин Вайсман був Головою Правління ПАТ ВТБ БАНК (Україна).

### Mobile Finance Group
У 2019 році став Головою правління і співзасновником Mobile Finance Group — глобальної digital-платформи з розвитку мобільних фінансових сервісів у країнах із недостатньо розвиненим фінансовим сектором. Зокрема, компанія розробляє цифрові гаманці для збільшення доступу до фінансових послуг[відсутнє в джерелі].

### Співзасновник Treeum
З 2020 року — керівник фінтех напрямку українського фінансового онлайн-супермаркету Treeum, який також управляє діловими медіаресурсами minfin.com.ua і finance.ua. У компанії Костянтин Вайсман займається створенням фінансової екосистеми і розробкою застосунку для фінансів[відсутнє в джерелі].

## Спеціалізація
Костянтин Вайсман є експертом у сфері стратегії і планування та фінансового аналізу фінустанов, а також активно розвиває фінтех напрямок[ангажоване джерело]
Досвід роботи Костянтина Вайсмана пов'язаний зі стратегією та плануванням, процесами злиття та поглинання у галузі фінансових послуг, розвитком фінтех технологій. Також займається приватними інвестиціями.

## Сім'я
Одружений. Виховує двох синів.

## Нагороди
- «Банкір року — 2011» за підсумками ІІ Міжнародного конкурсу «Найкращі банки ГУАМ — 2011» за версією журналу «Банкиръ» (конкурс організовано ГУАМ разом з видавництвом «КБС-Издат»[11]